# Stan Bowman
Stanley Glenn "Stan" Bowman, född 28 juni 1973, är en kanadensisk-amerikansk befattningshavare som är general manager för ishockeyorganisationen Edmonton Oilers i National Hockey League (NHL) sedan den 24 juli 2024.
Han avlade kandidatexamen i finans och tillämpningsprogram vid University of Notre Dame. År 2000 fick Bowman en anställning hos Blackhawks som assistent till general managern Mike Smith och tilldelades att ansvara för dels finansiella budgetar. Dels utveckling av programvara för att följa och utvärdera utveckling av ishockeyspelare inom organisationen. År 2005 blev han befordrad till att vara chef för Blackhawks ishockeyverksamhet och två senare utsågs han till assisterande general manager. Den 14 juli 2009 offentliggjorde Blackhawks att man hade avsatt den dåvarande general managern Dale Tallon och ersatt honom med Bowman. Han som general manager har resulterat i att Blackhawks har varit 2010-talets topplag i NHL och bärgade tre Stanley Cup under Bowmans sex första säsonger som GM.
Bowman är son till den legendariske ishockeytränaren Scotty Bowman som har vunnit 14 Stanley Cup, nio av dem som tränare när han tränade Montreal Canadiens (5), Pittsburgh Penguins (1) och Detroit Red Wings (3).